# DATACOM/DB
DATACOM/DB(데이터콤/DB)는 메인프레임 컴퓨터용 관계형 데이터베이스 관리 시스템이다. 1970년대 초에 컴퓨터 인포메이션 매니지먼트 컴퍼니에서 개발되었으며 최종적으로 Insyte, 어플라이드 데이터 리서치, 아메리테크, 컴퓨터 어소시에이츠에 의해 소유되었다. 데이터콤은 현재 CA 테크놀로지스가 소유하고 있으며, 이름이 CA-Datacom/DB로 바뀌었다가 현재의 CA Datacom/DB로 되었다.

## 참고 문헌
- Pratt, Philip J.; Adamski, Joseph J. (1987). 《DATABASE SYSTEMS: Management and Design》. Boston: Boyd & Fraser Publishing Company. ISBN 0-87835-227-9.